# Второй Северомуйский тоннель
Второй Северомуйский тоннель — запланированный однопутный железнодорожный тоннель на Байкало-Амурской магистрали протяжённостью более 15 км, предназначенный дополнить «первый» Северомуйский тоннель, построенный под Северо-Муйским хребтом в северо-восточной Бурятии в 1975—2003 годах. Это увеличит провозную способность данного участка БАМа с нынешних 16 млн тонн грузов в год до 100 млн тонн, а также позволит ликвидировать обход «первого» Северомуйского тоннеля.
Подготовительные работы на месте строительства начались 20 августа 2019 года, в начале 2020 года реализация проекта была приостановлена после самоубийства Дмитрия Босова. Проводилась проработка новых вариантов маршрута. В 2025 году строительство тоннеля было возобновлено.

## История
В 2010 году Владимир Якунин, тогда президент ОАО «РЖД», впервые заявил о планах реконструировать БАМ и об амбициозной цели перевозить 100 млн тонн грузов по БАМу к середине XXI века. Достичь этого невозможно без расширения главного «бутылочного горлышка» магистрали — однопутного и самого длинного в России Северомуйского тоннеля.
План построить новый тоннель был впервые заявлен летом 2018 года. Технико-экономическое обоснование проекта было готово к ноябрю: строительство второго тоннеля к сегодняшним 19 парам поездов в сутки позволит пропускать дополнительно 34 пары поездов; «расчетная стоимость строительства тоннеля составила 190 млрд руб. без НДС, а с учетом инфляции до 2024 года затраты на его возведение возрастут до 260,79 млрд руб.». По словам нового главы РЖД Олега Белозёрова, возведение второго тоннеля «даст возможность провозить не 16 млн, а 100 млн т грузов». .
В марте 2019 года предприниматель Дмитрий Босов направил президенту Владимиру Путину письмо, содержание которого раскрыла газета «Ведомости»: подконтрольная Босову группа «Сибантрацит» готова за собственные средства построить второй Северомуйский тоннель всего за пять лет в обмен на приоритетный доступ к Байкало-Амурской и Транссибирской магистралям на 25 лет для перевозки 50 млн тонн своих грузов в год. Такая сделка позволит «Сибантрациту» существенно увеличить объемы поставок добываемых группой антрацита и металлургических углей в страны Азиатско-Тихоокеанского региона, равно как увеличит транспортные возможности и для других грузоперевозчиков. Кроме того, новый тоннель позволит РЖД провести плановый ремонт старого тоннеля.
«Сибантрацит» утверждает, что бюджет строительства составит 60 млрд руб., то есть менее трети от прогнозированного экономистами РЖД.
В 2024 году в соответствии с поручением Президента подписан договор между РЖД и ГК «Бамтоннельстрой-Мост» о строительстве второго Северомуйского тоннеля. В январе 2025 года было сообщено о возобновлении работ по строительству тоннеля.
Завершить строительство планируется до конца 2032 года. Ввод тоннеля в эксплуатацию позволит увеличить провозную способность БАМа и Транссиба до 270 млн тонн.

## Концессия
Глава РЖД Белозеров в октябре 2019 пояснил уникальность и проблемность схемы строительства тоннеля: «Там концессия с арендой. Концедент — Росжелдор, концессионер — компания, представляющая интересы „Сибантрацита“. Она как концессионер построит тоннель, передаст его в аренду ОАО РЖД, поскольку лучше эксплуатанта, чем мы, нет. Но если концессионную схему мы в общих чертах представляем, то, как обеспечить приоритетный пропуск грузов, пока решения нет. Мы направили свои предложения в Минтранс, в ФАС, но все еще находимся на стадии обсуждения. Пока мы не видим, как обеспечить с учетом концессии недискриминационный доступ других участников».
В случае успешного решения юридических вопросов впервые в истории России будет реализована подобная схема государственно-частного партнёрства для создания инфраструктурных объектов национального значения.

## Строительство
Для реализации проекта Группа «Сибантрацит» учредила проектную компанию — ООО «Северомуйский тоннель-2», которая подписала контракт с американской компанией тоннелестроения The Robbins Company на проектирование, изготовление и поставку двух скальных однощитовых тоннелепроходческих комплексов Crossover XRE.
20 августа 2019 года начались работы на месте будущей прокладки второго Северомуйского тоннеля: идёт подготовка к возведению завода железобетонной тоннельной обделки (тюбинг), строится вахтовый посёлок. Проходку тоннеля диаметром 10,3 м планируется осуществлять одновременно с двух сторон с высокой скоростью от 300 до 500 метров в месяц, — несмотря на то, что Северо-Муйский горный хребет, как показало строительство первого тоннеля, оказался одним из сложнейших для проходки. Планировалось, что проходка начнётся в октябре 2020 года с восточной стороны тоннеля и в январе 2021 года — с западной, но в начале 2020 года реализация проекта была приостановлена после самоубийства Дмитрия Босова.

## Статьи и публикации
- Сергей Ринчинов. Даёшь Северомуйский-2! // Гудок : газета. — 2018. — 11 июля (№ 116).
- «Коммерсантъ» узнал о планах РЖД начать новую «стройку века» на БАМе // Ведомости : газета. — 2018. — 30 августа.
- Анастасия Веденеева, Анатолий Джумайло. Угольщики пробивают себе тоннель // Коммерсантъ : бизнес-приложение. — 2018. — 27 сентября (№ 176).
- Второй Северомуйский тоннель: как надо строить главное сооружение БАМа // Гудок : газета. — 2019. — 28 марта.
- Совладелец «Сибантрацита» попросил у Путина приоритетный доступ к БАМу и Транссибу // Ведомости : газета. — 2019. — 25 марта.